# Manjin-Kloster
| Tibetische Bezeichnung                 |
| -------------------------------------- |
| Wylie-Transliteration: smon rgyal dgon |
| Chinesische Bezeichnung                |
| Vereinfacht: 满金寺                    |
| Pinyin:Manjin si                       |

Das Manjin-Kloster oder Möngyel Gön (tib. smon rgyal dgon; chin. Manjin si 满金寺; engl. Mongyal Monastery) ist ein bedeutendes Bön-Kloster in der Gemeinde Wentuo des Kreises Dêgê (tib. sde dge) des Autonomen Bezirks Garzê der Tibeter im Nordwesten der chinesischen Provinz Sichuan. Es liegt am nördlichen Ufer des Yalong Jiang. Das Kloster wurde im 15. Jahrhundert in der mittleren Zeit der Ming-Dynastie gegründet und blickt auf eine über fünfhundertjährige Geschichte zurück. 